# Marie Florence Bice
 (juillet 2025).
Si vous disposez d'ouvrages ou d'articles de référence ou si vous connaissez des sites web de qualité traitant du thème abordé ici, merci de compléter l'article en donnant les références utiles à sa vérifiabilité et en les liant à la section « Notes et références ».
Marie Florence Bice, née le 8 octobre 1865 à Healdsburg en Californie et morte le jour de son 59e anniversaire le 8 octobre 1924 dans cette même ville, est une missionnaire américaine.
En tant que missionnaire pour l'église épiscopale méthodiste, elle arrive au Japon le 25 janvier 1890 et travaille à l'école pour filles d'Hiroshima (Eiwa Jogakkō) où elle reste jusqu'en 1893.
Elle accompagnait son mari William Albert Davis. Ils se marient le 31 mai 1893 à Kobé. Elle est affectée de 1893 à 1896 à Uwajima, de 1896 à 1897 à Matsuyama, et de 1897 à 1900 aux États-Unis. Ils retournent au Japon et travaillent de 1900 à 1901 à Yamaguchi, et de 1901 à 1913 à Kyoto. Elle participe à la fondation d'une école de missionnaire pour femme au Tennessee, qui deviendra plus tard l'université de Lambuth (en). Elle retourne en Amérique en 1913 avec ses enfants par souci pour leur éducation et vit seule avec eux jusqu'en 1920 lorsque son mari les rejoint. Ils ne purent jamais retourner au Japon en raison de problèmes de santé.